# Liste der Baudenkmale in Nienburg/Weser
In der Liste der Baudenkmale in Nienburg/Weser sind alle Baudenkmale der niedersächsischen Gemeinde Nienburg/Weser aufgelistet. Die Quelle der Baudenkmale ist der Denkmalatlas Niedersachsen. Der Stand der Liste ist der 1. Mai 2021.

## Allgemein
In den Spalten befinden sich folgende Informationen:
- Lage: die Adresse des Baudenkmales und die geographischen Koordinaten. Kartenansicht, um Koordinaten zu setzen. In der Kartenansicht sind Baudenkmale ohne Koordinaten mit einem roten Marker dargestellt und können in der Karte gesetzt werden. Baudenkmale ohne Bild sind mit einem blauen Marker gekennzeichnet, Baudenkmale mit Bild mit einem grünen Marker.
- Bezeichnung: Bezeichnung des Baudenkmales
- Beschreibung: die Beschreibung des Baudenkmales. Unter § 3 Abs. 2 NDSchG werden Einzeldenkmale und unter § 3 Abs. 3 NDSchG Gruppen baulicher Anlagen und deren Bestandteile ausgewiesen.
- ID: die Objekt-ID des Baudenkmales
- Bild: ein Bild des Baudenkmales, ggf. zusätzlich mit einem Link zu weiteren Fotos des Baudenkmals im Medienarchiv Wikimedia Commons. Wenn man auf das Kamerasymbol klickt, können Fotos zu Baudenkmalen aus dieser Liste hochgeladen werden:

## Nienburg

### Gruppen baulicher Anlagen

#### Gruppe: Burgmannshof
Die Gruppe „Burgmannshof“ (Fresenhof) hat die ID 31019917.

| Lage                                      | Bezeichnung  | Beschreibung | ID       | Bild |
| ----------------------------------------- | ------------ | --- | -------- | ---- |
| Leinstraße 48 52° 38′ 21″ N, 9° 12′ 38″ O | Burgmannshof | Der Fresenhof ist ein als zweigeschossiger gestreckter Gefügebau errichteter Burgmannshof unter einem Satteldach. Heute befindet sich darin das Museum Nienburg. Rechtwinklig dazu liegt ein zeitgleich errichteter kleiner Gefügebau in gleicher Bauweise (u.a. Musikschule). Umgebend finden sich weitere kleine Massivbauten aus der Zeit um 1950. Zwei Bäume in der Umgebung sind über 100 Jahre alt. | 31021582 |      |

#### Gruppe: ehem. Burgmannshof
Die Gruppe „ehem. Burgmannshof“ hat keine ID im Denkmalatlas.

| Lage                                        | Bezeichnung                   | Beschreibung                                                                                                  | ID       | Bild           |
| ------------------------------------------- | ----------------------------- | --- | -------- | -------------- |
| Wallstraße 5/5a 52° 38′ 19″ N, 9° 12′ 12″ O | Burgmannshof mit Nebengebäude | Der Hasbergsche Hof besteht aus einem Haupthaus von 1653 und einem Nebengebäude, das um 1510 errichtet wurde. | 31023360 | Weitere Bilder |

#### Gruppe: Friedhof mit Grabsteinen
Die Gruppe „Friedhof mit Grabsteinen“ hat die ID 31019891.

| Lage                                           | Bezeichnung | Beschreibung | ID       | Bild |
| ---------------------------------------------- | ----------- | --- | -------- | ---- |
| Verdener Straße 52° 38′ 50″ N, 9° 12′ 43″ O    | Friedhof    | Im 19. Jahrhundert angelegter Friedhof mit Grabsteinen des gesamten Jahrhunderts in beispielhafter Ausprägung. Unter anderem finden sich von Bruno Emanuel Quaet-Faslem gestaltete Grabstätten, nämlich des Kaufmanns Uhrlaub (um 1820 errichtet), der Familie Kirchhoff (um 1827) und des Bürgermeisters Müldener (um 1839) | 31023246 |      |
| Verdener Straße 52° 38′ 51″ N, 9° 12′ 44″ O    | Kapelle     | | 43460635 |      |
| Verdener Straße 31 52° 38′ 50″ N, 9° 12′ 46″ O | Wohnhaus    | Friedhofswärterhaus | 43460880 |      |

#### Gruppe: Hofanlage Weserstraße 10
Die Gruppe „Hofanlage Weserstraße 10“ hat keine ID im Denkmalatlas.

| Lage                                       | Bezeichnung                         | Beschreibung | ID       | Bild |
| ------------------------------------------ | ----------------------------------- | --- | -------- | ---- |
| Weserstraße 10 52° 38′ 22″ N, 9° 12′ 16″ O | Wohnhaus mit Scheune (ID: 31023501) | Das zweigeschossige Haupthaus ist in Ziegelfachwerk, teilweise massiv gehalten, und giebelständig, wobei der Giebel dreifach hervorkragt. Straßenseitig ist eine Utlucht zu sehen, rückseitig findet sich ein Anbau. Der Bestand der Scheune ist unbekannt. | 31023481 |      |

#### Gruppe: Kirchplatz
Die Gruppe „Kirchplatz“ hat die ID 31019904.

| Lage                                             | Bezeichnung              | Beschreibung | ID       | Bild           |
| ------------------------------------------------ | ------------------------ | --- | -------- | -------------- |
| Kirchplatz 1 52° 38′ 19″ N, 9° 12′ 23″ O         | Kirche                   | Die dreischiffige Backsteinhalle der Kirche St. Martin wurde 1441 geweiht. Der Westturm ist quadratisch. Das Obergeschoss und der Helm datieren auf 1896.                                                                                            | 31020743 | Weitere Bilder |
| Kirchplatz 2 52° 38′ 18″ N, 9° 12′ 26″ O         | Pfarrhaus                | Anfang des 19. Jahrhunderts als zweigeschossiges Ziegelfachwerkgebäude errichtetes Pfarrhaus. | 31029766 |                |
| Kirchplatz 2 52° 38′ 17″ N, 9° 12′ 27″ O         | Garten                   | Pfarrgarten mit historischer Backsteinmauer und Einfahrtspfeilern | 46266891 |                |
| Kirchplatz 3 52° 38′ 18″ N, 9° 12′ 23″ O         | Wohnhaus                 | 1792 errichtetes zweigeschossiges Fachwerkgebäude, das 1984 saniert und erweitert wurde. | 31020788 |                |
| Kirchplatz 5 52° 38′ 19″ N, 9° 12′ 21″ O         | ehemalige Schule         | Zwischen 1852 und 1880 errichteter zweigeschossiger Ziegelfachwerkbau mit massiver Ergänzung. Heute für die Stadtverwaltung genutzt. | 31020810 |                |
| Kirchplatz 7 52° 38′ 19″ N, 9° 12′ 22″ O         | Wohnhaus                 | Um 1600 errichtetes giebelständiges kleines eingeschossiges Fachwerk-Wohnhaus. | 31020832 |                |
| Kirchplatz 8/9 52° 38′ 20″ N, 9° 12′ 22″ O       | Wohn-/Wirtschaftsgebäude | Im 18. Jahrhundert erbaut | 31020857 |                |
| Kirchplatz 9a 52° 38′ 20″ N, 9° 12′ 23″ O        | Wohnhaus                 | Um 1700 mit vorkragendem Giebel errichtetes zweigeschossiges Fachwerkgebäude unter einem Satteldach. | 31020879 |                |
| Kirchplatz 10-10a 52° 38′ 20″ N, 9° 12′ 24″ O    | Wohnhaus                 | Angeblich um 1688, weitgehend aber im 18. Jahrhundert errichteter zweistöckiger Fachwerkbau. Die Südseite ist mit seiner Backsteinfassade von 1825 von Bruno Quaet-Faslem gestaltet worden. Die Rundbogenfenster befinden sich in Sandsteingewänden. | 31020901 |                |
| Kirchplatz 11-11a 52° 38′ 20″ N, 9° 12′ 25″ O    | Wohnhaus                 | Um 1700 mit einem allseitig auskragenden Obergeschoss als zweigeschossiger Fachwerkbau errichtetes Wohnhaus unter einem Walmdach. | 31020923 |                |
| Kleine Kirchstraße 2 52° 38′ 19″ N, 9° 12′ 25″ O | Wohnhaus                 | Um 1600 errichtetes traufständiges Fachwerkgebäude. | 31020965 |                |
| Kleine Kirchstraße 4 52° 38′ 18″ N, 9° 12′ 26″ O | Wohnhaus                 | Um 1600 errichtetes traufständiges Fachwerkgebäude. | 31020987 |                |
| Marktplatz 3 52° 38′ 19″ N, 9° 12′ 21″ O         | Wohn-/Geschäftshaus      | Im 16. Jahrhundert als zweigeschossiger Fachwerkbau errichtetes Wohn- und Geschäftshaus, dessen Ostgiebel auskragt, während die Südseite barock bzw. klassizistisch überformt wurde.                                                                 | 31021679 |                |

#### Gruppe: Jüdischer Friedhof
Die Gruppe „Jüdischer Friedhof“ hat die ID 31019965.

| Lage                                    | Bezeichnung                                    | Beschreibung | ID       | Bild           |
| --------------------------------------- | ---------------------------------------------- | --- | -------- | -------------- |
| Bruchstraße 52° 37′ 33″ N, 9° 12′ 42″ O | Friedhof mit sowjetischem Kriegsgräberfriedhof | Der mauerumfriedete Jüdische Friedhof Nienburg/Weser steht auf einer leichten Anhöhe mit etwa 300 Grabsteinen des 19. und 20. Jahrhunderts | 31020318 | Weitere Bilder |

#### Gruppe: Bürgerhäuser Lange Straße
Die Gruppe „Bürgerhäuser Lange Straße“ hat bislang keine ID im Denkmalatlas.

| Lage                                        | Bezeichnung                                                           | Beschreibung | ID       | Bild |
| ------------------------------------------- | --------------------------------------------------------------------- | --- | -------- | ---- |
| Lange Straße 41 52° 38′ 21″ N, 9° 12′ 19″ O | Wohnhaus                                                              | Fachwerkgebäude mit vierfach (sechsfach?) vorkragendem, straßenseitigem Giebel. Das Obergeschoss mit teilweise profilierten Knaggen datiert auf 1541. Das Erdgeschoss ist massiv und datiert auf 1674. Die Schwellen haben Treppenfriese.                                                                                 | 31021193 |      |
| Lange Straße 43 52° 38′ 22″ N, 9° 12′ 19″ O | Wohnhaus                                                              | Um 1700 errichteter giebelständiger zweigeschossiger Ziegelfachwerkbau (?) mit Utlucht. | 31021215 |      |
| Lange Straße 45 52° 38′ 22″ N, 9° 12′ 19″ O | Wohnhaus                                                              | Renoviertes ehemaliges Wohnhaus. | 31021237 |      |
| Lange Straße 47 52° 38′ 22″ N, 9° 12′ 20″ O | Wohnhaus                                                              | Renoviertes ehemaliges Wohnhaus. Aufgrund des Abbruchs von Hausnummer 49 seit Mai 2021 abbruchreif. Gebäude nicht mehr vorhanden, Stand 2. Februar 2022. | 31021257 |      |
| Lange Straße 49 52° 38′ 22″ N, 9° 12′ 19″ O | Wohnhaus mit Zwischenbau (ID: 31024398) und Hinterhaus (ID: 31024445) | Das zweigeschossige Vorderhaus in Ziegelfachwerk, dessen Gefüge über Schnitzereien verziert sind, mit dreifach vorkragendem Giebel datiert auf 1568. Das Zwischenbau wird auf das 18. oder 19. Jahrhundert, das Hinterhaus auf Mitte des 16. Jahrhunderts datiert. Vorderhaus und Zwischenbau am 5. Mai 2021 abgebrochen. | 31021297 |      |
| Lange Straße 51 52° 38′ 22″ N, 9° 12′ 20″ O | Wohnhaus                                                              | Um 1700 errichtetes zweigeschossiges Ziegelfachwerkgebäude, teilweise Lehmstakung, mit verputztem, vierfach vorkragendem Giebel. | 31021320 |      |
| Lange Straße 53 52° 38′ 23″ N, 9° 12′ 20″ O | Wohnhaus                                                              | Um 1700 errichtetes zweigeschossiges giebelständiges Wohnhaus, zwischenzeitlich renoviert. | 31021342 |      |

#### Gruppe: Forstamt Kleine Drakenburger Straße
Die Gruppe „Forstamt Kleine Drakenburger Straße“ hat die ID 31019990.

| Lage                                                          | Bezeichnung | Beschreibung | ID       | Bild |
| ------------------------------------------------------------- | ----------- | --- | -------- | ---- |
| Kleine Drakenburger Straße 19 52° 38′ 48″ N, 9° 12′ 27″ O     | Forstamt    | 1915 errichteter eingeschossiger Putzbau des Neoklassizismus und Heimatstils unter einem ausgebauten Mansarddach. | 31024267 |      |
| Kleine Drakenburger Straße 19/19b 52° 38′ 49″ N, 9° 12′ 28″ O | Wohnhaus    | 1915 als eingeschossiger Putzbau errichtetes Kutscherwohnhaus unter einem Walmdach                                | 31024313 |      |
| Kleine Drakenburger Straße 19 52° 38′ 49″ N, 9° 12′ 27″ O     | Remise      | 1915 errichteter Putzbau mit zwei Toren in einer Fachwerkrahmung.                                                 | 31024291 |      |

#### Gruppe: Lange Straße 60, Burgmannshof 15
Die Gruppe „Lange Straße 60, Burgmannshof 15“ hat die ID 31019977.

| Lage                                        | Bezeichnung                       | Beschreibung | ID       | Bild |
| ------------------------------------------- | --------------------------------- | --- | -------- | ---- |
| Lange Straße 60 52° 38′ 25″ N, 9° 12′ 25″ O | Wohnhaus mit Anbau (ID: 31024421) | Um 1800 errichteter zweistöckiger Fachwerkbau mit symmetrisch gegliederter fünfachsiger Fassade in Ziegelausfachung unter einem Walmdach. Der nachträgliche Anbau ist in Fachwerk gehalten. Die Erdgeschossfassade wurde in den 1920er-Jahren verändert. | 31021364 |      |
| Burgmannshof 15 52° 38′ 25″ N, 9° 12′ 25″ O | Speicher                          | Um 1800 errichteter zweistöckiger Fachwerkbau mit Ziegelausfachung unter einem Halbwalmdach, Der frühere Aufzug und der Haspel sind erhalten. | 31021389 |      |
| Burgmannshof 15 52° 38′ 24″ N, 9° 12′ 25″ O | Speicher                          | Um 1900 errichteter zweieinhalbgeschossiger massiver Ziegelbau. | 31021413 |      |

#### Gruppe: Mindener Landstraße, Villa mit Park
Die Gruppe „Mindener Landstraße, Villa mit Park“ hat bislang keine ID im Denkmalatlas.

| Lage                                              | Bezeichnung | Beschreibung | ID       | Bild |
| ------------------------------------------------- | ----------- | --- | -------- | ---- |
| Mindener Landstraße 23 52° 38′ 2″ N, 9° 12′ 30″ O | Villa       | 1896 errichteter anderthalbgeschossiger verputzter Massivbau mit einer sehr differenzierten Fassade und Dachgestaltung. | 31022044 |      |
| Mindener Landstraße 23 52° 38′ 1″ N, 9° 12′ 31″ O | Park        | | 31022063 |      |

#### Gruppe: Nordertorstriftweg, Villa mit Park
Die Gruppe „Nordertorstriftweg, Villa mit Park“ hat die ID 31019813.

| Lage                                              | Bezeichnung | Beschreibung | ID       | Bild |
| ------------------------------------------------- | ----------- | --- | -------- | ---- |
| Nordertorstriftweg 14 52° 38′ 24″ N, 9° 12′ 59″ O | Villa       | Zweigeschossiger verputzter Massivbau unter einem Walmdach, der in der zeittypischen Architektur der 1930er-Jahre errichtet wurde. | 31022307 |      |
| Nordertorstriftweg 14 52° 38′ 25″ N, 9° 13′ 0″ O  | Garage      | | 31022343 |      |
| Nordertorstriftweg 14 52° 38′ 24″ N, 9° 13′ 0″ O  | Park        | | 31022327 |      |

#### Gruppe: Wallanlagen
Die Gruppe „Wallanlagen“ hat bislang keine ID im Denkmalatlas.

| Lage                                  | Bezeichnung    | Beschreibung | ID       | Bild |
| ------------------------------------- | -------------- | --- | -------- | ---- |
| Weserwall 52° 38′ 28″ N, 9° 12′ 12″ O | Wallanlagen    | Spätere Gestaltung der Wallanlagen durch Plastiken (z.B. „Die Trauernde“ von Herting, 1926/1927). Die Gestaltung ist räumlich bislang nicht erfasst. | (ohne)   |      |
| Weserwall 52° 38′ 31″ N, 9° 12′ 14″ O | Wall           | Die Wallanlagen der Stadtbefestigung Nienburg befinden sich hinter der Bebauung am Weserufer beginnend von Süden an der Mühlenstraße einschließlich der Lindenallee mit den früheren Brückenköpfen von 1718 bis 1723 und den Bastionen, die von 1662 bis 1760 bestanden. | 31023581 |      |
| Weserwall 52° 38′ 32″ N, 9° 12′ 14″ O | Kriegerdenkmal | Kriegerdenkmal für die Gefallenen des Krieges von 1866 und des deutsch-französischen Krieges 1870/1871 | 31023561 |      |

#### Gruppe: Wilhelmstraße 11–17, Villen
Die Gruppe „Wallanlagen“ hat die ID 31019825.

| Lage                                         | Bezeichnung | Beschreibung | ID       | Bild |
| -------------------------------------------- | ----------- | --- | -------- | ---- |
| Wilhelmstraße 11 52° 38′ 36″ N, 9° 12′ 44″ O | Villa       | Villa, die durch eine Kombination aus Ziegelmauerwerk, Putzdekor und Zierfachwerk im Ober- und Dachgeschoss geprägt ist. | 31023656 |      |
| Wilhelmstraße 13 52° 38′ 36″ N, 9° 12′ 45″ O | Villa       | Ziegelbau mit historisierendem Putzdekor.                                                                                | 31023675 |      |
| Wilhelmstraße 15 52° 38′ 37″ N, 9° 12′ 45″ O | Villa       | Ziegelbau mit historisierendem Putzdekor.                                                                                | 31023694 |      |
| Wilhelmstraße 17 52° 38′ 37″ N, 9° 12′ 46″ O | Villa       | Um 1900 als eingeschossiger Putzbau mit reichem Dekor errichtete Villa.                                                  | 31023713 |      |

#### Gruppe: Wohnsiedlung Martinsheide
Die Gruppe „Wohnsiedlung Martinsheide“ hat die ID 31019792.

| Lage                                                                                   | Bezeichnung              | Beschreibung | ID       | Bild           |
| -------------------------------------------------------------------------------------- | ------------------------ | --- | -------- | -------------- |
| Verdener Landstraße 69 52° 39′ 18″ N, 9° 13′ 5″ O                                      | Kirche mit Kirchvorplatz | 1956 bis 1957 errichtete Michaeliskirche mit einem Saalbau aus rotem Ziegelmauerwerk, der durch Gang aus Glasbausteinen mit dem freistehenden Turm verbunden ist. Der Kirchenvorplatz ist mit Roteichen gestaltet. | 31023939 | Weitere Bilder |
| Verdener Landstraße 69 52° 39′ 17″ N, 9° 13′ 5″ O                                      | Wohnhaus                 | Als ein- bis zweigeschossiger Ziegelbau errichtetes Pfarrhaus. | 31023965 |                |
| Verdener Landstraße 69, Postanschrift: Martinsheidestraße 8 52° 39′ 19″ N, 9° 13′ 4″ O | Gemeindehaus             | Als eingeschossiger großzügig verglaster Ziegelbau errichtetes Gemeindehaus. | 31023989 |                |
| Martinsheidestraße 19 52° 39′ 14″ N, 9° 12′ 59″ O                                      | Wohnhaus                 | 1958/1959 erbautes Einfamilienhaus | 31021704 |                |
| Martinsheidestraße 21 52° 39′ 14″ N, 9° 12′ 58″ O                                      | Wohnhaus                 | 1958/1959 erbautes Einfamilienhaus | 31021721 |                |
| Martinsheidestraße 23 52° 39′ 14″ N, 9° 12′ 58″ O                                      | Wohnhaus                 | 1958/1959 erbautes Einfamilienhaus | 31021738 |                |
| Martinsheidestraße 25 52° 39′ 15″ N, 9° 12′ 57″ O                                      | Wohnhaus                 | 1958/1959 erbautes Einfamilienhaus | 31021755 | BW             |
| Martinsheidestraße 27 52° 39′ 15″ N, 9° 13′ 0″ O                                       | Wohnhaus                 | 1958/1959 erbautes Einfamilienhaus | 31021772 |                |
| Martinsheidestraße 29 52° 39′ 15″ N, 9° 12′ 59″ O                                      | Wohnhaus                 | 1958/1959 erbautes Einfamilienhaus | 31021789 |                |
| Martinsheidestraße 31 52° 39′ 15″ N, 9° 12′ 58″ O                                      | Wohnhaus                 | 1958/1959 erbautes Einfamilienhaus | 31021806 |                |
| Martinsheidestraße 33 52° 39′ 16″ N, 9° 12′ 58″ O                                      | Wohnhaus                 | 1958/1959 erbautes Einfamilienhaus | 31021823 | BW             |
| Martinsheidestraße 35 52° 39′ 16″ N, 9° 13′ 0″ O                                       | Wohnhaus                 | 1958/1959 erbautes Einfamilienhaus | 31021840 |                |
| Martinsheidestraße 37 52° 39′ 16″ N, 9° 13′ 0″ O                                       | Wohnhaus                 | 1958/1959 erbautes Einfamilienhaus | 31021857 |                |
| Martinsheidestraße 39 52° 39′ 16″ N, 9° 12′ 59″ O                                      | Wohnhaus                 | 1958/1959 erbautes Einfamilienhaus | 31021874 | BW             |
| Martinsheidestraße 41 52° 39′ 17″ N, 9° 13′ 1″ O                                       | Wohnhaus                 | 1958/1959 erbautes Einfamilienhaus | 31021891 |                |
| Martinsheidestraße 43 52° 39′ 17″ N, 9° 13′ 0″ O                                       | Wohnhaus                 | 1958/1959 erbautes Einfamilienhaus | 31021908 |                |
| Martinsheidestraße 45 52° 39′ 17″ N, 9° 12′ 59″ O                                      | Wohnhaus                 | 1958/1959 erbautes Einfamilienhaus | 31021925 |                |
| Martinsheidestraße 47 52° 39′ 19″ N, 9° 13′ 0″ O                                       | Wohnhaus                 | 1958/1959 erbautes Einfamilienhaus | 31021942 |                |
| Martinsheidestraße 49 52° 39′ 19″ N, 9° 12′ 59″ O                                      | Wohnhaus                 | 1958/1959 erbautes Einfamilienhaus | 31021959 |                |
| Martinsheidestraße 51 52° 39′ 19″ N, 9° 12′ 59″ O                                      | Wohnhaus                 | 1958/1959 erbautes Einfamilienhaus | 31021976 |                |
| Martinsheidestraße 53 52° 39′ 19″ N, 9° 12′ 58″ O                                      | Wohnhaus                 | 1958/1959 erbautes Einfamilienhaus | 31021993 |                |
| Martinsheidestraße 55 52° 39′ 19″ N, 9° 12′ 57″ O                                      | Wohnhaus                 | 1958/1959 erbautes Einfamilienhaus | 31022010 |                |
| Martinsheidestraße 57 52° 39′ 18″ N, 9° 12′ 56″ O                                      | Wohnhaus                 | 1958/1959 erbautes Einfamilienhaus | 31022027 |                |
| Prinzenstraße 1 52° 39′ 20″ N, 9° 13′ 7″ O                                             | Wohnhaus                 | 1958/1959 erbautes Einfamilienhaus | 31024013 |                |
| Prinzenstraße 1a 52° 39′ 20″ N, 9° 13′ 6″ O                                            | Wohn-/Geschäftshaus      | zweigeschossiger Ziegelbau | 31024057 |                |
| Prinzenstraße 3 52° 39′ 20″ N, 9° 13′ 5″ O                                             | Wohn-/Geschäftshaus      | 1958/1959 erbautes Einfamilienhaus | 31024079 |                |
| Prinzenstraße 3a 52° 39′ 20″ N, 9° 13′ 5″ O                                            | Wohn-/Geschäftshaus      | zweigeschossiger Ziegelbau | 31024101 |                |
| Prinzenstraße 5 52° 39′ 20″ N, 9° 13′ 4″ O                                             | Wohnhaus                 | zweigeschossiger Ziegelbau | 31024035 |                |
| Prinzenstraße 7 52° 39′ 20″ N, 9° 13′ 2″ O                                             | Wohnhaus                 | 1958/1959 erbautes Einfamilienhaus | 31022359 |                |
| Prinzenstraße 9 52° 39′ 20″ N, 9° 13′ 2″ O                                             | Wohnhaus                 | 1958/1959 erbautes Einfamilienhaus | 31022376 |                |
| Prinzenstraße 11 52° 39′ 20″ N, 9° 13′ 2″ O                                            | Wohnhaus                 | 1958/1959 erbautes Einfamilienhaus | 31022393 |                |
| Prinzenstraße 13 52° 39′ 20″ N, 9° 13′ 2″ O                                            | Wohnhaus                 | 1958/1959 erbautes Einfamilienhaus | 31022410 |                |
| Prinzenstraße 15 52° 39′ 20″ N, 9° 13′ 1″ O                                            | Wohnhaus                 | 1958/1959 erbautes Einfamilienhaus | 31022427 |                |
| Prinzenstraße 17 52° 39′ 20″ N, 9° 13′ 1″ O                                            | Wohnhaus                 | 1958/1959 erbautes Einfamilienhaus | 31022444 |                |
| Prinzenstraße 19 52° 39′ 20″ N, 9° 13′ 0″ O                                            | Wohnhaus                 | 1958/1959 erbautes Einfamilienhaus | 31022461 |                |
| Prinzenstraße 21 52° 39′ 20″ N, 9° 13′ 0″ O                                            | Wohnhaus                 | 1958/1959 erbautes Einfamilienhaus | 31022478 |                |
| Prinzenstraße 23 52° 39′ 20″ N, 9° 13′ 0″ O                                            | Wohnhaus                 | 1958/1959 erbautes Einfamilienhaus | 31022495 |                |
| Prinzenstraße 25 52° 39′ 20″ N, 9° 12′ 59″ O                                           | Wohnhaus                 | 1958/1959 erbautes Einfamilienhaus | 31022512 |                |
| Prinzenstraße 27 52° 39′ 20″ N, 9° 12′ 59″ O                                           | Wohnhaus                 | 1958/1959 erbautes Einfamilienhaus | 31022529 |                |
| Prinzenstraße 29 52° 39′ 20″ N, 9° 12′ 59″ O                                           | Wohnhaus                 | 1958/1959 erbautes Einfamilienhaus | 31022546 |                |
| Prinzenstraße 31 52° 39′ 20″ N, 9° 12′ 58″ O                                           | Wohnhaus                 | 1958/1959 erbautes Einfamilienhaus | 31022563 |                |
| Prinzenstraße 33 52° 39′ 20″ N, 9° 12′ 58″ O                                           | Wohnhaus                 | 1958/1959 erbautes Einfamilienhaus | 31022580 |                |
| Prinzenstraße 35 52° 39′ 20″ N, 9° 12′ 58″ O                                           | Wohnhaus                 | 1958/1959 erbautes Einfamilienhaus | 31022597 |                |
| Prinzenstraße 37 52° 39′ 20″ N, 9° 12′ 57″ O                                           | Wohnhaus                 | 1958/1959 erbautes Einfamilienhaus | 31022614 |                |
| Prinzenstraße 39 52° 39′ 20″ N, 9° 12′ 57″ O                                           | Wohnhaus                 | 1958/1959 erbautes Einfamilienhaus | 31022631 |                |
| Prinzenstraße 41 52° 39′ 20″ N, 9° 12′ 57″ O                                           | Wohnhaus                 | 1958/1959 erbautes Einfamilienhaus | 31022648 |                |
| Prinzenstraße 43 52° 39′ 20″ N, 9° 12′ 56″ O                                           | Wohnhaus                 | 1958/1959 erbautes Einfamilienhaus | 31022665 |                |
| Prinzenstraße 45 52° 39′ 19″ N, 9° 12′ 55″ O                                           | Wohnhaus                 | 1958/1959 erbautes Einfamilienhaus | 31022682 |                |
| Prinzenstraße 47 52° 39′ 19″ N, 9° 12′ 55″ O                                           | Wohnhaus                 | 1958/1959 erbautes Einfamilienhaus | 31022699 |                |
| Prinzenstraße 49 52° 39′ 19″ N, 9° 12′ 55″ O                                           | Wohnhaus                 | 1958/1959 erbautes Einfamilienhaus | 31022716 |                |
| Prinzenstraße 51 52° 39′ 19″ N, 9° 12′ 54″ O                                           | Wohnhaus                 | 1958/1959 erbautes Einfamilienhaus | 31022733 |                |
| Prinzenstraße 53 52° 39′ 19″ N, 9° 12′ 54″ O                                           | Wohnhaus                 | 1958/1959 erbautes Einfamilienhaus | 31022750 |                |
| Prinzenstraße 55 52° 39′ 19″ N, 9° 12′ 54″ O                                           | Wohnhaus                 | 1958/1959 erbautes Einfamilienhaus | 31022767 |                |
| Prinzenstraße 57 52° 39′ 19″ N, 9° 12′ 53″ O                                           | Wohnhaus                 | 1958/1959 erbautes Einfamilienhaus | 31022784 |                |
| Prinzenstraße 59 52° 39′ 19″ N, 9° 12′ 53″ O                                           | Wohnhaus                 | 1958/1959 erbautes Einfamilienhaus | 31022801 |                |
| Saarstraße 35 52° 39′ 15″ N, 9° 12′ 54″ O                                              | Wohnhaus                 | 1958/1959 erbautes Einfamilienhaus | 31022818 |                |
| Saarstraße 37 52° 39′ 15″ N, 9° 12′ 53″ O                                              | Wohnhaus                 | 1958/1959 erbautes Einfamilienhaus | 31022835 |                |
| Saarstraße 38 52° 39′ 15″ N, 9° 12′ 55″ O                                              | Wohnhaus                 | 1958/1959 erbautes Einfamilienhaus | 31022852 |                |
| Saarstraße 39 52° 39′ 15″ N, 9° 12′ 52″ O                                              | Wohnhaus                 | 1958/1959 erbautes Einfamilienhaus | 31022869 | BW             |
| Saarstraße 40 52° 39′ 16″ N, 9° 12′ 55″ O                                              | Wohnhaus                 | 1958/1959 erbautes Einfamilienhaus | 31022886 |                |
| Saarstraße 41 52° 39′ 15″ N, 9° 12′ 52″ O                                              | Wohnhaus                 | 1958/1959 erbautes Einfamilienhaus | 31022903 |                |
| Saarstraße 42 52° 39′ 17″ N, 9° 12′ 56″ O                                              | Wohnhaus                 | 1958/1959 erbautes Einfamilienhaus |          |                |
| Saarstraße 43 52° 39′ 16″ N, 9° 12′ 54″ O                                              | Wohnhaus                 | 1958/1959 erbautes Einfamilienhaus | 31022937 |                |
| Saarstraße 45 52° 39′ 16″ N, 9° 12′ 53″ O                                              | Wohnhaus                 | 1958/1959 erbautes Einfamilienhaus | 31022954 |                |
| Saarstraße 47 52° 39′ 16″ N, 9° 12′ 53″ O                                              | Wohnhaus                 | 1958/1959 erbautes Einfamilienhaus | 31022971 |                |
| Saarstraße 49 52° 39′ 16″ N, 9° 12′ 52″ O                                              | Wohnhaus                 | 1958/1959 erbautes Einfamilienhaus | 31022988 |                |
| Saarstraße 51 52° 39′ 17″ N, 9° 12′ 55″ O                                              | Wohnhaus                 | 1958/1959 erbautes Einfamilienhaus | 31023005 |                |
| Saarstraße 53 52° 39′ 17″ N, 9° 12′ 54″ O                                              | Wohnhaus                 | 1958/1959 erbautes Einfamilienhaus | 31023022 |                |
| Saarstraße 55 52° 39′ 17″ N, 9° 12′ 53″ O                                              | Wohnhaus                 | 1958/1959 erbautes Einfamilienhaus | 31023039 |                |
| Saarstraße 57 52° 39′ 17″ N, 9° 12′ 52″ O                                              | Wohnhaus                 | 1958/1959 erbautes Einfamilienhaus | 31023056 |                |
| Saarstraße 59 52° 39′ 18″ N, 9° 12′ 55″ O                                              | Wohnhaus                 | 1958/1959 erbautes Einfamilienhaus | 31023073 |                |
| Saarstraße 61 52° 39′ 18″ N, 9° 12′ 54″ O                                              | Wohnhaus                 | 1958/1959 erbautes Einfamilienhaus | 31023090 |                |
| Saarstraße 63 52° 39′ 18″ N, 9° 12′ 54″ O                                              | Wohnhaus                 | 1958/1959 erbautes Einfamilienhaus | 31023107 | BW             |
| Saarstraße 65 52° 39′ 18″ N, 9° 12′ 53″ O                                              | Wohnhaus                 | 1958/1959 erbautes Einfamilienhaus | 31023124 | BW             |

### Einzelbaudenkmale
| Lage                                                           | Bezeichnung                   | Beschreibung | ID       | Bild           |
| -------------------------------------------------------------- | ----------------------------- | --- | -------- | -------------- |
| Alte Schulstraße 5 52° 38′ 21″ N, 9° 12′ 23″ O                 | Wohnhaus                      | Ende des 18. Jahrhunderts errichteter zweigeschossiger Ziegelfachwerkbau. | 31020221 |                |
| Bahnhofstraße 8 52° 38′ 44″ N, 9° 12′ 50″ O                    | Wasserturm                    | Um 1910 aus Ziegel, teilweise aus Sandstein und Beton errichteter Wasserturm mit einer Dachkuppel mit Kupferdeckung. | 31020241 |                |
| Bahnhofstraße 11 52° 38′ 38″ N, 9° 13′ 3″ O                    | Wasserturm                    | Anfang des 20. Jahrhunderts massiv aus Ziegel errichteter Wasserturm der Eisenbahn mit einem kugelförmigen Stahlblechbehälter. | 31020262 |                |
| Bahnhofstraße 16 52° 38′ 42″ N, 9° 12′ 57″ O                   | Villa                         | Im 19. Jahrhundert als Massivbau errichtete Villa. | 31020283 |                |
| Bismarckstraße 40 52° 38′ 45″ N, 9° 12′ 43″ O                  | Villa mit Zaun (ID: 31024492) | Die zweigeschossige Villa mit Fachwerkgiebel unter einem Walmdach ist in Ziegelmauerwerk und Putz gehalten. | 31020301 | Weitere Bilder |
| Brückenstraße (alte B6, km 0,554) 52° 38′ 37″ N, 9° 12′ 13″ O  | Brücke                        | 1950 als „Langerscher Balken“ errichtete Weserbrücke mit der Besonderheit, dass der Bogen als Stahlfachwerk-Sichel-Bogen ausgebildet ist. | 31020353 |                |
| Bürgermeister-Stahn-Wall 9 52° 38′ 32″ N, 9° 12′ 22″ O         | Akademie                      | 1853 errichtete Königliche Baugewerkschule Nienburg, später Fachhochschule, heute Polizeiakademie Niedersachsen mit Nord- und Südflügel sowie Mittelbau. | 31020374 |                |
| Bürgermeister-Stahn-Wall 9 52° 38′ 32″ N, 9° 12′ 21″ O         | Wohnhaus                      | Hausmeisterwohnhaus aus rotem Ziegel errichtet. | 44357371 |                |
| Bürgermeister-Stahn-Wall 9 52° 38′ 31″ N, 9° 12′ 23″ O         | Denkmal (Plastik)             | Denkmal (Büste) auf poliertem Granitsockel des „Baurathes R.F. Rhien“ (Inschrift; voller Name: Robert Friedrich Rhien), der als erster Direktor (1853–85) der Baugewerkschule gewirkt hat. | 44357443 |                |
| Bürgermeister-Stahn-Wall 11 52° 38′ 31″ N, 9° 12′ 24″ O        | Wohnhaus                      | Um 1850 als (ehemaliges) zweigeschossiges Wohnhaus massiv in Ziegel errichtet. | 31020397 |                |
| Bürgermeister-Stahn-Wall 11 52° 38′ 32″ N, 9° 12′ 25″ O        | Nebengebäude                  | | 44357418 |                |
| Bürgermeister-Stahn-Wall 28 52° 38′ 25″ N, 9° 12′ 35″ O        | Wohnhaus                      | Mitte des 19. Jahrhunderts errichtetes zweigeschossiges traufständiges im Giebel massives Fachwerkgebäude. | 31020417 |                |
| Bürgermeister-Stahn-Wall 35 52° 38′ 22″ N, 9° 12′ 40″ O        | Wohnhaus                      | Diakonissenhaus aus dem 19. Jahrhundert. | 31020437 |                |
| Friedrich-Ludwig-Jahn-Straße 2 52° 38′ 27″ N, 9° 12′ 26″ O     | Wohnhaus                      | Um 1500 als Fachwerkgebäude errichtetes zweigeschossiges giebelständiges Bürgerhaus. | 31020486 |                |
| Friedrich-Ludwig-Jahn-Straße 30 52° 38′ 24″ N, 9° 12′ 32″ O    | Wohnhaus                      | Im 18. Jahrhundert als Wohnhaus in Fachwerkbauweise errichtetes Gebäude. | 31020528 |                |
| Friedrichstraße 2 / Albrechtstraße 52° 38′ 25″ N, 9° 12′ 40″ O | Schule                        | 1904 als Königliches Progymnasium (heute: Albert-Schweitzer-Schule) errichteter dreigeschossiger massiver Putzbau auf einem Sandsteinsockel mit Fenstergewänden in Sandstein und mit einem Anbau | 31020546 | Weitere Bilder |
| Georgstraße 20 52° 38′ 21″ N, 9° 12′ 27″ O                     | Wohnhaus                      | In der ersten Hälfte des 18. Jahrhunderts errichteter, vollständig verputzter, giebelständiger zweigeschossiger Fachwerkbau, Der Eckbau am Posthof hat einen vorkragenden Giebel. | 31020564 |                |
| Georgstraße 22 52° 38′ 20″ N, 9° 12′ 28″ O                     | Posthof mit Vorplatz          | Ende des 16. Jahrhunderts errichteter zweigeschossiger Posthof mit Vorplatz und Einfriedung, dessen Erweiterung wohl in jüngerem Fachwerk erfolgte. | 31020584 |                |
| Goetheplatz 2 52° 38′ 32″ N, 9° 12′ 36″ O                      | Wohnhaus                      | Anfang des 20. Jahrhunderts errichteter zweigeschossiger Putzbau unter einem Walmdach. | 31020607 |                |
| Große Drakenburger Straße 57 52° 39′ 3″ N, 9° 12′ 33″ O        | Schule                        | 1888 als Schule für Arbeiterkinder (heute: Nordertorschule) errichteter eingeschossiger massiver Ziegelbau mit symmetrisch angeordneten seitlichen zweigeschossigen Risaliten. | 31020627 |                |
| Hakenstraße 5 52° 38′ 24″ N, 9° 12′ 28″ O                      | Wohnhaus                      | In der ersten Hälfte des 19. Jahrhunderts errichtetes zweigeschossiges Fachwerkgebäude mit massivem Anbau und mit Walmdach mit Zwerchhaus. | 31020646 |                |
| Hakenstraße 14 52° 38′ 25″ N, 9° 12′ 30″ O                     | Wohnhaus                      | Um 1900 errichtetes Gebäude mit massivem Giebel. Die Traufe ist teilweise als Fachwerk errichtet. | 31020666 |                |
| Hannoversche Straße 2 52° 38′ 13″ N, 9° 12′ 31″ O              | Torwache                      | Anderthalbgeschossiger verputzter Massivbau mit einem Mittelrisalit in der symmetrisch gegliederten Fassade. 1876 wurde die ehemalige Torwache zu einem Wohnhaus umgebaut. | 31020684 |                |
| Hannoversche Straße 34/36 52° 38′ 1″ N, 9° 12′ 52″ O           | Wohnhaus (Rotunde)            | Etwa 1830 von Bruno Emanuel Quaet-Faslem errichteter zweigeschossiger Turm (sog. „Parkhaus“). Später um eine Gastwirtschaft ergänzt (dann „Hunte-Turm“). Heute Seniorenheim. | 31020706 |                |
| Heilige-Geist-Straße 4 52° 38′ 16″ N, 9° 12′ 23″ O             | Wohnhaus                      | Um 1600 errichteter zweigeschossiger, giebelständiger Fachwerkbau, dessen Erdgeschoss um 1900 massiv erneuert wurde | 31020723 |                |
| Kleine Drakenburger Straße 19a 52° 38′ 47″ N, 9° 12′ 24″ O     | Villa                         | Anfang des 19. Jahrhunderts errichtetes Ziegelfachwerkgebäude mit der Schaufassade zum Fluss und der Hanglage mit Garten. | 31020945 |                |
| Kleine Kirchstraße 8 52° 38′ 18″ N, 9° 12′ 27″ O               | Wohnhaus                      | 1566 errichteter kleiner, zweigeschossiger und traufständiger Fachwerkbau. | 31021009 |                |
| Krumme Straße 5 52° 38′ 21″ N, 9° 12′ 15″ O                    | Wohnhaus                      | 1657 errichteter giebelständiger, zweigeschossiger Ziegelfachwerkbau mit jüngerem Vorbau in Fachwerk und modernen massiven Anbauten. | 31021031 |                |
| Lange Straße 18 52° 38′ 17″ N, 9° 12′ 18″ O                    | Wohnhaus                      | Im 17. Jahrhundert als zweigeschossiger giebelständiger Fachwerkbau errichtetes Bürgerhaus, dessen Giebel straßenseitig massiv um 1900 erneuert wurde. Heute Teil der Stadtverwaltung (Tourist-Info). | 31021072 |                |
| Lange Straße 24 / Marktplatz 1 52° 38′ 19″ N, 9° 12′ 19″ O     | Rathaus                       | Das Rathaus (Nienburg/Weser) ist ein um 1533 errichteter repräsentativer Bau mit Ost-West-ausgerichtetem Grundriss, der bereits von 1582 bis 1589 durch den Baumeister Wopse aus Stadthagen umgestaltet wurde. Die Sandsteinfassade mit einer zweigeschossigen, eng durchfensterten Auslucht der westlichen Schmalseite ist vorgeblendet. Auffallend ist auch die fast regelmäßige Wandgliederung durch ein siebenachsiges System von Pilastern und Gesimsen. Das Rathaus war damit Beispiel zu einem frühen Vertreter der Weserrenaissance geworden. Der achteckige Giebelreiter ist von 1778.                                                       | 31021092 | Weitere Bilder |
| Lange Straße 25 52° 38′ 19″ N, 9° 12′ 17″ O                    | Wohnhaus                      | Um 1600 als zweigeschossiger giebelständiger Fachwerkbau errichtetes Bürgerhaus, dessen Giebel straßenseitig massiv um 1900 erneuert wurde. | 31021113 |                |
| Lange Straße 28 52° 38′ 20″ N, 9° 12′ 19″ O                    | Apotheke                      | Ursprünglich um 1610 begründete Apotheke, heutiges Gebäude aus dem 18. Jahrhundert. | 31021133 |                |
| Lange Straße 29 52° 38′ 19″ N, 9° 12′ 17″ O                    | Wohnhaus                      | Um 1900 als zweigeschossiges Bürgerhaus mit massivem Giebel, der straßenseitig mit Ziersetzungen erneuert wurde. | 31021151 |                |
| Lange Straße 34 52° 38′ 21″ N, 9° 12′ 20″ O                    | Erker                         | Das Wiesensches Haus verfügte ursprünglich über eine breite verputzte Giebelfassade von 1549 mit erneuertem Rundbogenportal in der Mitte. Die seitlich zweigeschossige Auslucht aus Sandsteinquadern war auf das Ende des 16. Jahrhunderts zu datieren. 1982–1983 wurde das Gebäude saniert: Die Fensterpfosten wurden als Pilaster, die Brüstungsfelder mit reliefierten Tugenden gestaltet. Allerdings wurde das Gebäude 2012 insgesamt abgebrochen und durch einen Neubau ersetzt (wird dennoch in der Liste geführt). Der Erker wurde zwar in den Neubau integriert, jedoch weiter nach links verschoben und im Sockelbereich erheblich verkürzt. | 31021171 |                |
| Lange Straße 62 52° 38′ 25″ N, 9° 12′ 24″ O                    | Wohn-/Geschäftshaus           | Ende des 19. Jahrhunderts errichtetes zweigeschossiges Gebäude mit Treppengiebel und dessen Schaufassade aus massiv Ziegeln errichtet wurde. Die Fensterlaibungen und die Gliederung sind in Schmuckformen überliefert. | 31021435 |                |
| Lange Straße 63 52° 38′ 24″ N, 9° 12′ 21″ O                    | Gewölbekeller                 | | 35526431 | BW             |
| Lange Straße 81 52° 38′ 25″ N, 9° 12′ 24″ O                    | Wohn-/Geschäftshaus           | Ende des 19. Jahrhunderts als zweigeschossiger Gefügebau mit verputzter Putzfassade errichtet. | 31021473 |                |
| Leinstraße 4 52° 38′ 16″ N, 9° 12′ 31″ O                       | Wohnhaus                      | Das 1821 als klassizistische Villa errichtete Quaet-Faslem-Haus des Baumeisters Bruno Emanuel Quaet-Faslem gehört heute zum Museum Nienburg. Der zweigeschossige verputzte Kubus steht unter einem Walmdach. An der Südfassade wird die Mittelachse durch risalitartige Mauerverstärkungen mit einem angedeuteten Palladio-Motiv im Untergeschoss und einer Pilasterrahmung der Maueröffnungen im Obergeschoss betont. Der Balkon präsentiert sich mit dekorativem Eisengitter. | 31021493 |                |
| Leinstraße 4 52° 38′ 15″ N, 9° 12′ 33″ O                       | Wohnhaus                      | Ehemaliges Wohn-/Wirtschaftsgebäude, jetzt Spargelmuseum | 3024246  |                |
| Leinstraße 7, 7b, 7c 52° 38′ 17″ N, 9° 12′ 29″ O               | Burgmannshof                  | Der ehemalige Burgmannshof wurde 1853 umfangreich umgebaut. | 31021512 |                |
| Leinstraße 27 52° 38′ 21″ N, 9° 12′ 33″ O                      | Wirtschaftsgebäude            | Im 18. Jahrhundert als landwirtschaftliches Betriebsgebäude errichtet. | 31021549 |                |
| Lemker Straße 9 52° 38′ 27″ N, 9° 11′ 58″ O                    | Wohnhaus                      | Ende des 19. Jahrhunderts als eingeschossiger geputzter Massivbau errichtet. | 31021604 |                |
| Marienstraße 15 52° 38′ 28″ N, 9° 12′ 42″ O                    | Wohn-/Geschäftshaus           | Anfang des 20. Jahrhunderts als zweigeschossiger Putzbau errichtetes Wohn- und Geschäftshaus. | 31021624 |                |
| Marktplatz 2 52° 38′ 19″ N, 9° 12′ 20″ O                       | Wohnhaus                      | Um 1610 als zweigeschossiger, traufständiger Ziegelfachwerkbau errichtetes, 1985/1986 rekonstruiertes Wohnhaus. Am vorkragenden Obergeschoss befinden sich Fächerrosetten. | 31021658 |                |
| Moltkestraße 10a 52° 38′ 29″ N, 9° 12′ 54″ O                   | Wohnhaus                      | Villa aus dem 19. Jahrhundert. | 31022079 |                |
| Mühlenstraße 9 52° 38′ 14″ N, 9° 12′ 19″ O                     | Wohnhaus                      | 1763 errichtetes giebelständiges Wohnhaus mit einem eingeschossigen Sandsteingiebel. | 31022097 |                |
| Neue Straße 5 52° 38′ 15″ N, 9° 12′ 21″ O                      | Wohnhaus                      | Anfang des 19. Jahrhunderts in Ecklage errichtetes eingeschossiges, giebelständiges Fachwerkwohnhaus. | 31022169 |                |
| Neue Straße 6 52° 38′ 15″ N, 9° 12′ 21″ O                      | Wohnhaus                      | Anfang des 19. Jahrhunderts errichtetes zweigeschossiges, giebelständiges Fachwerkwohnhaus. | 31022189 |                |
| Neue Straße 8 52° 38′ 15″ N, 9° 12′ 21″ O                      | Wohnhaus                      | Anfang des 19. Jahrhunderts errichtetes eingeschossiges, giebelständiges Fachwerkwohnhaus. | 31022209 |                |
| Neue Straße 10 52° 38′ 15″ N, 9° 12′ 22″ O                     | Wohn-/Wirtschaftsgebäude      | Ehemaliges Ackerbürgerhaus aus dem 19. Jahrhundert. | 31022229 |                |
| Neue Straße 14 52° 38′ 15″ N, 9° 12′ 22″ O                     | Wohn-/Wirtschaftsgebäude      | Ehemaliges Ackerbürgerhaus aus dem 19. Jahrhundert. | 31022247 |                |
| Neue Straße 20 52° 38′ 15″ N, 9° 12′ 23″ O                     | Wohnhaus                      | Um 1800 errichtetes zweigeschossiges, traufständiges Fachwerkwohnhaus. | 31022265 |                |
| Nordertorstriftweg 12 52° 38′ 24″ N, 9° 12′ 56″ O              | Offizierskasino               | In den 1930er Jahren mit klassizistischer Straßenfassade und Mittelrisalit errichteter zweigeschossiger Putzbau auf einem Sandsteinquadersockel und unter einem Walmdach mit braunen Hohlpfannen. Die Tür- und Fenstergewände sind aus Werkstein. | 31022285 |                |
| Rhienstraße 1 52° 38′ 30″ N, 9° 12′ 24″ O                      | Wohnhaus                      | | 38610743 |                |
| Scheibenplatz 52° 37′ 46″ N, 9° 13′ 16″ O                      | Gedenkstein                   | Inschrift „21. September 1846 – Ernst-August-Platz“ | 31023141 |                |
| Schlossplatz 2 52° 38′ 24″ N, 9° 12′ 16″ O                     | Gefängnis                     | Um 1800 als zweigeschossiger geputzter Massivbau errichtetes Gefängnis und ehemaliges Amtsgericht, heute Jugendarrestanstalt. | 31023159 |                |
| Schlossplatz 4 52° 38′ 27″ N, 9° 12′ 14″ O                     | Verwaltungsbau                | Ursprünglich 1738 errichteter, 1891 umgebauter zweigeschossiger Ziegelfachwerkbau unter einem Walmdach mit Toranlage von 1860 und Baumbestand. | 31023182 |                |
| Schlossplatz 6 52° 38′ 28″ N, 9° 12′ 16″ O                     | Schule                        | 1908 errichtete „Bürger-“ bzw. „Schlossplatzschule“, ab 1925 Friedrich-Ebert-Schule, seit 1983 Verwaltungsgebäude des Landkreises. | 31023204 |                |
| Schlossplatz 8 52° 38′ 30″ N, 9° 12′ 15″ O                     | Turm                          | Anfang des 16. Jahrhunderts als massiver Ziegelbau errichteter Turm, der Stockturm (Nienburg/Weser), vermutlich Rest eines Schlossturms. Das Dachgeschoss ist als Fachwerk gebaut und die Fenstergewände sind aus Sandstein. | 31023225 | Weitere Bilder |
| Uhrlaubstraße 3 52° 38′ 34″ N, 9° 12′ 45″ O                    | Verwaltungsgebäude            | 1950 errichteter zweigeschossiger Ziegelbau in traditionalistischer Gestaltung auf einem Sandsteinsockel und mit Walmdächern in Hohlpfannendeckung (ehemaliges AOK-Gebäude). Der Eingang ist mit Sandsteinelementen gerahmt. Die Freitreppenanlage ist aus Sandsteinteilen erbaut. | 31024356 |                |
| Verdener Straße 2 52° 38′ 35″ N, 9° 12′ 30″ O                  | Wohnhaus                      | 1903 errichteter dreigeschossiger Massivbau. | 31023266 |                |
| Verdener Straße 6 52° 38′ 36″ N, 9° 12′ 31″ O                  | Villa                         | In der zweiten Hälfte des 19. Jahrhunderts als massiver Putzbau errichtete Villa. | 31023285 |                |
| Verdener Straße 13 52° 38′ 43″ N, 9° 12′ 34″ O                 | Villa                         | Ende des 19. Jahrhunderts als zweigeschossiger massiver Putzbau errichtete Villa. | 31023305 |                |
| Verdener Straße 24 52° 38′ 42″ N, 9° 12′ 36″ O                 | Villa                         | | 31023325 |                |
| Wallstraße 2/2a 52° 38′ 19″ N, 9° 12′ 15″ O                    | Wohnhaus                      | 1643 als eingeschossiges Ziegelfachwerk errichtetes, inzwischen neu ausgefachtes Wohnhaus. | 31023340 |                |
| Wallstraße 6 52° 38′ 20″ N, 9° 12′ 13″ O                       | Wohnhaus                      | Im 18. Jahrhundert mit allseitigem Schieferbehang errichtetes zweigeschossiges Fachwerkgebäude unter einem Walmdach. Das Obergeschoss ist allseitig auskragend. | 31023382 |                |
| Weserstraße 5 52° 38′ 21″ N, 9° 12′ 17″ O                      | Wohn-/Wirtschaftsgebäude      | Ackerbürgerhaus von 1648 | 31023423 |                |
| Weserstraße 8 52° 38′ 22″ N, 9° 12′ 16″ O                      | Wohnhaus                      | Wohnhaus aus dem 19. Jahrhundert. | 31023441 |                |
| Weserstraße 9 52° 38′ 22″ N, 9° 12′ 16″ O                      | Wohnhaus                      | 1586 als zweigeschossiger Ziegelfachwerkbau errichtetes giebelständiges Wohnhaus mit Utlucht. | 31023459 |                |
| Weserstraße 11 52° 38′ 22″ N, 9° 12′ 15″ O                     | Wohnhaus                      | Um 1900 als dreigeschossiger traufständiger Ziegelfachwerkbau errichtetes Wohnhaus. | 31023521 |                |
| Weserstraße 19 52° 38′ 22″ N, 9° 12′ 15″ O                     | Wohnhaus                      | 1849 als zweigeschossiger massiver Ziegelbau, teilweise in Fachwerk, im Obergeschoss traufseitig errichtetes Wohnhaus. | 31023541 |                |
| Wilhelmstraße 2 52° 38′ 32″ N, 9° 12′ 37″ O                    | Villa                         | 1904 errichtete Villa. | 31023623 |                |
| Wilhelmstraße 18 52° 38′ 36″ N, 9° 12′ 46″ O                   | Villa                         | Im 19. Jahrhundert errichtete Villa. | 31023736 |                |
| Wilhelmstraße 19 52° 38′ 38″ N, 9° 12′ 48″ O                   | Wohn-/Geschäftshaus           | 1902 als dreigeschossiges Ziegelgebäude errichtetes Wohn- und Geschäftshaus mit Fassadenschmuck in Zimmerputz. | 31023755 |                |
| Wilhelmstraße 23 52° 38′ 39″ N, 9° 12′ 50″ O                   | Villa                         | 1904 errichtete Stadtvilla. | 41399058 |                |
| Windmühlenstraße 8 52° 37′ 44″ N, 9° 12′ 39″ O                 | Mühle                         | Erdholländer-Windmühle in Ziegelmauerwerk, dessen Windwerk vollständig erhalten ist. | 31023775 |                |

## Erichshagen-Wölpe

### Einzelbaudenkmale
| Lage                                         | Bezeichnung              | Beschreibung | ID       | Bild |
| -------------------------------------------- | ------------------------ | --- | -------- | ---- |
| An der Kirche 52° 39′ 52″ N, 9° 14′ 49″ O    | Kirche                   | In der zweiten Hälfte des 18. Jahrhunderts errichtete Corvinuskirche Erichshagen als Fachwerkkirche mit Kirchhof und Baumbestand. | 31020017 |      |
| Celler Straße 174 52° 39′ 52″ N, 9° 15′ 4″ O | Wohn-/Wirtschaftsgebäude | 1739 errichtetes Ziegelfachwerkgebäude mit massivem Erdgeschoss und Nordwestgiebel unter einem Halbwalmdach. | 31020039 |      |
| Celler Straße 176 52° 39′ 51″ N, 9° 15′ 6″ O | Wohnhaus                 | In der ersten Hälfte des 19. Jahrhunderts errichtetes zweigeschossiges Fachwerkgebäude unter einem Walmdach. | 31020060 |      |
| Zur Alten Mühle 52° 40′ 9″ N, 9° 14′ 38″ O   | Mühle                    | Um 1868/1870 errichteter zweistöckiger Galerieholländer mit Kegelstumpf in massiv Ziegel. Die Gliederung des schlichten Baukörpers durch Lisenen zieht sich bis zur Galeriehöhe. Über dem dritten Obergeschoss befindet sich ein Fries mit Ziegelziersetzung. Die Flügel fehlen. | 31020095 |      |

## Holtorf

### Gruppen baulicher Anlagen

#### Gruppe: Wassermühle mit Speicher
Die Gruppe „Wassermühle mit Speicher“, hat die ID 31019839.

| Lage                                      | Bezeichnung | Beschreibung | ID       | Bild |
| ----------------------------------------- | ----------- | --- | -------- | ---- |
| Wassermühle 2 52° 40′ 32″ N, 9° 13′ 38″ O | Wassermühle | 1734 errichtete, 1862 renovierte massiv erbaute Wassermühle in Bruchsteinmauerwerk mit Eckquaderung und Laibung in Sandstein. | 31020178 |      |
| Wassermühle 2 52° 40′ 32″ N, 9° 13′ 41″ O | Speicher    | In der zweiten Hälfte des 19. Jahrhunderts errichteter zweistöckiger Fachwerkspeicher-                                        | 31020156 |      |

### Einzeldenkmal
| Lage                                                     | Bezeichnung              | Beschreibung | ID       | Bild           |
| -------------------------------------------------------- | ------------------------ | --- | -------- | -------------- |
| Verdener Landstraße 238 52° 40′ 28″ N, 9° 13′ 38″ O      | Wohn-/Wirtschaftsgebäude | Anfang des 19. Jahrhunderts (wohl 1803) errichteter Zweiständer-Fachwerkbau (sog. „Vogelers Haus“)- | 31020115 |                |
| Verdener Landstraße 244/244a 52° 40′ 30″ N, 9° 13′ 36″ O | Wohnhaus                 | 1845 als zweigeschossiger Ziegelsteinbau errichtetes Pfarrhaus unter Krüppelwalmdach auf leicht erhöhtem Standort. | 31020136 |                |
| Wassermühle 3 52° 40′ 33″ N, 9° 13′ 39″ O                | Kirche                   | Evangelische Kirche St. Martin mit romanischem Westturm aus grobem Quadermauerwerk, dessen Obergeschoss auf die Zeit um 1900 datiert und 1980 mit Turmhelm versehen wurde. Der Saalraum öffnet sich nach einer Doppelarkade und wurde unter Verwendung älterer Mauerteile 1716 (Chronogramm) errichtet. Das Südportal datiert auf 1580 und wurde in Backstein ausgebessert und vergrößert. | 31020200 | Weitere Bilder |

## Langendamm

### Einzeldenkmale
| Lage                                      | Bezeichnung                           | Beschreibung | ID       | Bild           |
| ----------------------------------------- | ------------------------------------- | --- | -------- | -------------- |
| In den Bergen 52° 37′ 13″ N, 9° 15′ 15″ O | Kirche mit Glockenturm (ID: 45309291) | 1958 errichtete evangelische Kirche St. Johannis als gegliederter Hallenkirchenbau mit sichtbarem Ziegelmauerwerk. Die Gestaltung lehnt sich an den Siedlungswohnungsbau der 1920er-Jahre an. Der freistehende Glockenturm ist aus gleichem Material erbaut. | 31023921 |                |
| Im Grunde 52° 37′ 9″ N, 9° 14′ 51″ O      | Glockenturm                           | 1965 hierher versetzter, freistehender Glockenturm in einem verbretterten Holzgerüst, das im Obergeschoss mit Arkatur und der oktogonale Turmhelm mit Holzschindeldach versehen ist.                                                                         | 31024335 |                |
| Osterberg 52° 37′ 24″ N, 9° 15′ 8″ O      | Vermessungspunkt                      | Der Gaußstein Osterberg wurde 1863 an der Stelle aufgestellt, die 1833 als trigonometrischer Dreieckspunkt der Vermessung des Königreichs Hannover (Gaußsche Landesaufnahme) diente.                                                                         | 31024211 | Weitere Bilder |

## Schäferhof

### Gruppe baulicher Anlagen

#### Gruppe: Domäne Schäferhof
Die Gruppe „Domäne Schäferhof“, hat die ID 31019956.

| Lage                                   | Bezeichnung | Beschreibung | ID       | Bild |
| -------------------------------------- | ----------- | --- | -------- | ---- |
| Schäferhof 52° 36′ 43″ N, 9° 11′ 21″ O | Domäne      | | 31023818 |      |
| Schäferhof 52° 36′ 48″ N, 9° 11′ 22″ O | Scheune     | Mitte des 19. Jahrhunderts in Ziegelfachwerk errichtete Gutsscheune. | 31023793 |      |
| Schäferhof 52° 36′ 43″ N, 9° 11′ 19″ O | Gartenhaus  | Das klassizistische Fachwerkgebäude mit verputzten Ausfachungen mit Fugenschnitt unter einem Walmdach verfügt über eine nach Osten vorgelegte Veranda mit sechs Holzpfeilern und eine zweiflügelige, kassettierte Eingangstür. | 45234336 |      |